# Georges André
Georges Jules André, född 26 juli 1876 i Paris, död 19 mars 1945 i Versailles i Yvelines, var en fransk curlingspelare och bobåkare. Han blev olympisk bronsmedaljör vid olympiska vinterspelen 1924 i Chamonix. Han medverkade även i det franska laget i fyrmansbob, som slutade på fjärde plats, i samma OS.